# Houssine Rahimi
Houssine Rahimi (en arabe: الحسين الراحيمي) né le 4 février 2002 à Casablanca, est un footballeur international marocain évoluant au poste d'attaquant au Raja Club Athletic.

## Biographie
Butteur du championnat Marocaine en 2025, avec 11 Buts.
Houssine Rahimi naît le 4 février 2002 dans la maison familiale au centre même du Complexe sportif Raja-Oasis. Fils cadet du célèbre Mohamed Rahimi alias 'Youaari', chargé du matériel au sein du Raja Club Athletic qui a côtoyé plusieurs générations de joueurs et comités sur une période qui s'étale sur près de 40 ans.
Comme ses deux frères (dont Soufiane Rahimi), il intègre le centre de formation du club à un jeune âge et atteint l'équipe espoir en 2019.

### En club
Le 16 février 2021, il prolonge son contrat de cinq ans (jusqu'en 2026) en même temps que son grand frère Soufiane Rahimi,. Lors de la même période, il fait ses premières apparitions à l'entraînement de l'équipe première. 
Le 10 septembre 2021, il fait ses débuts professionnels en étant titularisé par Lassaad Chabbi face au Youssoufia Berrechid en championnat et inscrit le but de la victoire (0-1). 
Le 17 octobre, il ouvre la marque au titre du second tour de la Ligue des champions contre le LPRC Oiliers. Il devient ainsi le plus jeune buteur de l'histoire du Raja en Ligue des champions à 19 ans et 8 mois.
Le 11 janvier 2022, il est prêté pour une durée de six mois au Rapide de Oued Zem. Le 15 février 2022, il dispute son premier match avec sa nouvelle équipe face au Wydad AC (défaite, 2-0). En fin de saison, il retourne à son club et termine l'année en tant que vice-champion du Maroc.

### En sélection
Le 26 juillet 2021, il reçoit sa première convocation avec le Maroc olympique pour un stage de préparation.
En octobre 2021, il figure pour la première fois sur la liste du Maroc olympique concoctée par Hicham Dmii pour un stage de préparation au Centre sportif de Maâmora à Salé du 4 au 12 octobre.
Le 21 décembre 2022, il reçoit sa première convocation de Houcine Ammouta avec le Maroc A' à l'occasion d'une rencontre amicale face au Sénégal A', entrant dans le cadre des préparations pour le CHAN 2022 organisé en Algérie.

## Palmarès

### En club
Raja Club Athletic
- Botola Pro
  - Vice-champion en 2021-22.
- Coupe arabe des clubs champions
  - Vainqueur en 2021

### Distinctions individuelles
- Meilleur buteur du championnat de la saison 2024-2025 avec 11 buts.